# 達悟族地底人傳說
達悟族地底人傳說，是一則台灣達悟族神話中的傳說，講述達悟族人在各方面都不先進的時候，從地底人那裡學來各種文化和技術的過程。

## 簡述
地底人住在地底，他們有著超出達悟族人的技術與文化，達悟族現今的文化有一大部分都是從他們那裡學來的，如他們的農耕技術、傳統服飾：禮服、丁字帶和銀手鐲、或是拼板舟等，他們可以讓巨石裂開、變成往返地面和地底的通道，他們說的話也跟達悟族不太一樣，聲音像是「旺」，末用詞則是：「mokmirarala talnga（意思：好漂亮啊）」。

## 傳說

### 見面
在東清部落（Ivazogan）的傳說中，達悟族人一開始的生活相當辛苦，沒什麼可以吃的東西和生活知識，身上也只用草來遮蔽身體，直到某天一對兄弟上山撿木柴時，遇到一個地底人，雖然兩兄弟對他很好奇，但他要他們先回去把身體洗乾淨、三天後再來跟自己見面。三天後，地底人帶來了兄弟沒見過的小米與其他食物，他們在試吃後覺得很喜歡，希望地底人給自己種子，地底人答應了，並且表示要帶他們其中一個人前往地底學習他們的文化，弟弟隨即站出來表示願意。

### 學習
地底人帶著弟弟前往地底，地底繁盛的樣子跟地表完全不一樣，地底人先讓弟弟換上他們的衣服後，便開始把地底世界的所有東西都一一教給弟弟，內容有：水渠、房屋（四種主屋、工作屋、涼台、倉庫）、織布、拼板舟（和下水典禮）、各式手工藝、陶藝、燒製貝灰、招魚季、釣魚（飛魚和鬼頭刀）、種小米和舉辦收穫祭、各個生命禮俗的儀式（結婚、生產、死亡等）、械鬥（只可傷害對手而不可殺死對方）、社會規範、飼養家畜、決定領袖、價值觀等。

### 回到地表
弟弟在地底花了十年學完地底人的生活，在他打算啟程回去時，地底人送他一套衣服，以及芋頭、小米、豬肉和一束芋苗。回到部落後，以為他已經死了的家人都很驚訝，弟弟把地底的生活和知識告訴他們後，達悟族人便開始以地底人的方式生活。

## 其他版本
另有其他版本的地底人傳說中，地底人是天神不忍心看達悟族人因為造船技術不好、導致漁獲量不豐還常常進水沈船，所以要地底人前往他們的部落，並教導他們造船技術，地底人來到達悟族人的部落後，和他們相處融洽，並且決定變成一隻老鼠、帶領族人前往地底學習造船。達悟族人來到地底後，受到地底人長老的歡迎，長老大方地教導他們製作拼板舟的方式和相關的宗教儀式（如禁忌或下水典禮），達悟族人因此有了更先進的造船技術、漁獲也更多了。